# Fernando Antônio Brochini

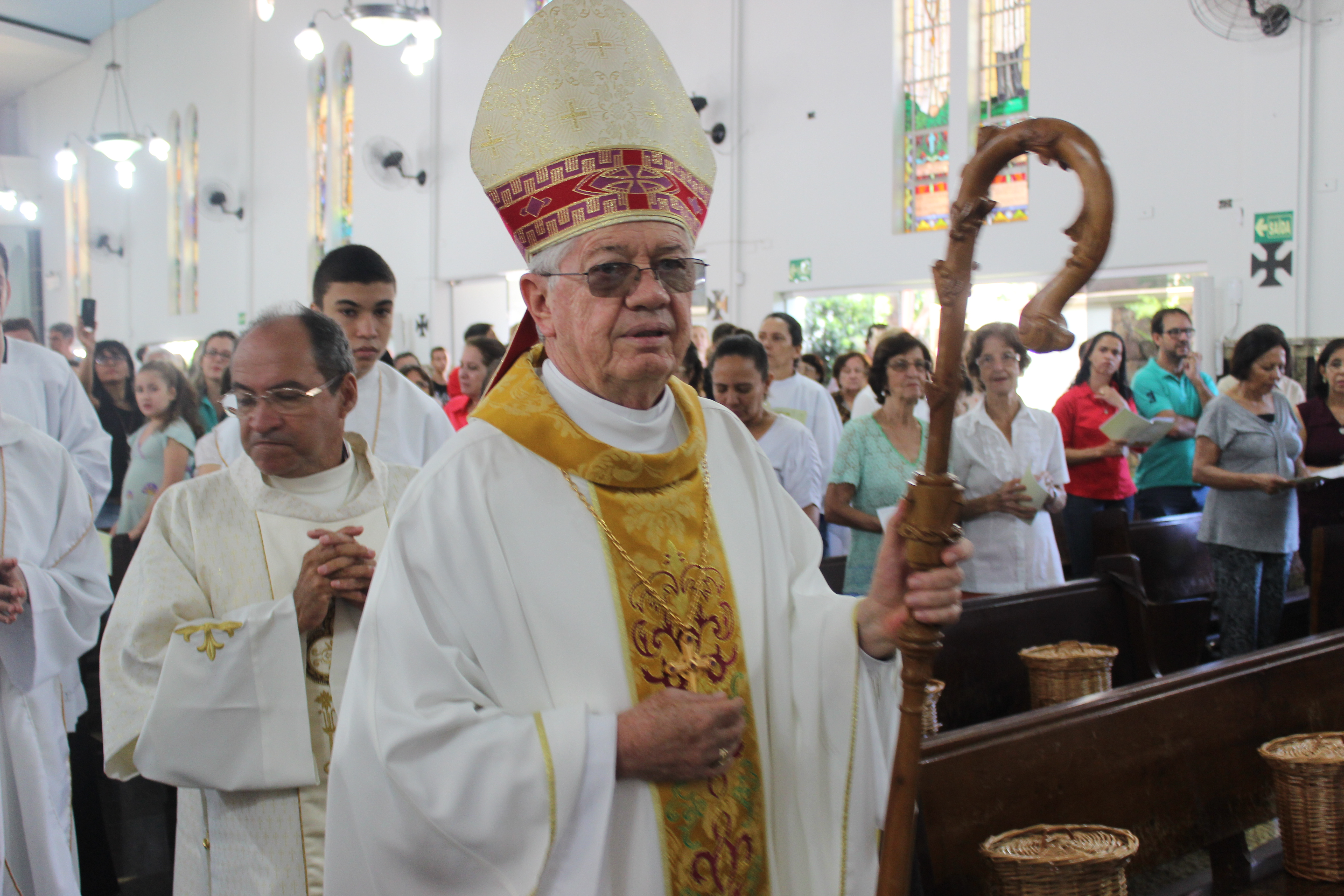
Fernando Antônio Brochini

Fernando Antônio Brochini CSS (* 10. November 1946 in Rio Claro; † 15. März 2024 in Uberlândia) war ein brasilianischer Ordensgeistlicher und römisch-katholischer Bischof von Itumbiara.

## Leben
Fernando Antônio Brochini trat der Ordensgemeinschaft der Stigmatiner bei und empfing am 8. Dezember 1973 die Priesterweihe.
Papst Johannes Paul II. ernannte ihn am 12. Februar 2001 zum Koadjutorbischof von Jaboticabal. Der Bischof von Jaboticabal, Luíz Eugênio Pérez, spendete ihm am 3. März des nächsten Jahres die Bischofsweihe; Mitkonsekratoren waren Hélio Paschoal CSS, Bischof von Livramento de Nossa Senhora, und Antônio Ribeiro de Oliveira, Erzbischof von Goiânia. Als Wahlspruch wählte er Testemunho de Comunhão.
Mit der Emeritierung Luíz Eugênio Pérez’ am 25. Juni 2003 folgte er ihm als Bischof von Jaboticabal nach.
Papst Franziskus ernannte ihn am 15. Oktober 2014 zum Bischof von Itumbiara. Die Amtseinführung fand am 3. Januar des folgenden Jahres statt.
Am 13. Juli 2023 nahm Papst Franziskus seinen altersbedingten Rücktritt an.
Brochini starb im März 2024 im Alter von 77 Jahren.